# 久我通明
久我 通明（こが みちあき）は、江戸時代中期から後期にかけての公卿。中院通維の子。内大臣・久我信通の養子。官位は従一位・内大臣。

## 経歴
天明5年（1785年）に父の中院通維の実家である久我家に養子入りし、叙爵した。以降清華家当主として速い速度で累進し、侍従・左近衛権少将・左近衛権中将を経て、寛政6年（1794年）には従三位となり、公卿に列する。
その後も右近衛中将・踏歌節会外弁・権中納言を経て、文化7年（1810年）に権大納言となる。文政7年（1824年）に内大臣に就任。さらに右近衛大将・右馬寮御監ともなったが、同年中に任職を辞した。文政8年（1825年）に従一位を授与された。

## 系譜
- 父：中院通維
- 母：不詳
- 養父：久我信通（1744-1795）
- 正室：就姫（1787-1847） - 美子。細川治年の娘
  - 男子：久我志通（1810-1818）
- 養子
  - 男子：久我建通（1815-1903） - 一条忠良の子
  - 女子：誓円（1828-1910） - 伏見宮邦家親王第三王女